# Équipe de France de rugby à XV au Tournoi des Cinq Nations 1988
L'équipe de France remporte le Tournoi des Cinq Nations 1988, à égalité avec l'équipe du pays de Galles, en gagnant trois matches et perdant celui contre l'équipe d'Écosse. L'équipe est conduite par son capitaine Daniel Dubroca.
À noter que l'année précédente, l'équipe de France avait remporté le Grand chelem.
Vingt-quatre joueurs ont contribué à ce succès.

## Les joueurs

### Première Ligne
- Daniel Dubroca  (capitaine)
- Louis Armary
- Pascal Ondarts
- Jean-Pierre Garuet

### Deuxième Ligne
- Jean Condom
- Alain Lorieux
- Patrick Serrière
- Jean-Charles Orso

### Troisième Ligne
- Laurent Rodriguez
- Éric Champ
- Dominique Erbani
- Alain Carminati

### Demi de mêlée
- Pierre Berbizier

### Demi d’ouverture
- Franck Mesnel
- Jean-Patrick Lescarboura
- Didier Camberabero
- Jean-Paul Trille

### Trois quart centre
- Philippe Sella
- Marc Andrieu

### Trois quart aile
- Éric Bonneval
- Patrice Lagisquet
- Jean-Baptiste Lafond
- Philippe Bérot

### Arrière
- Serge Blanco

## Résultats des matches
- Le 16 janvier, victoire 10-9 contre l'équipe d'Angleterre à Paris
- Le 6 février, défaite 23-12 contre l'équipe d'Écosse à Édimbourg
- Le 20 février, victoire 25-6 contre l'équipe d'Irlande à Paris
- Le 19 mars, victoire 10-9 contre l'équipe du pays de Galles à Cardiff

## Points marqués par les Français

### Match contre l'Angleterre
- Philippe Bérot (6 points) : 2 pénalités
- Laurent Rodriguez (4 points) : 1 essai.

### Match contre l'Écosse
- Philippe Bérot (5 points) : 1 transformation, 1 pénalité
- Patrice Lagisquet (4 points) : 1 essai
- Jean-Patrick Lescarboura (3 points) : 1 drop.

### Match contre l'Irlande
- Didier Camberabero (7 points) : 1 essai, 1 pénalité
- Patrice Lagisquet (4 points) : 1 essai
- Serge Blanco (4 points) : 1 essai
- Alain Carminati (4 points) : 1 essai
- Philippe Sella (4 points) : 1 essai
- Philippe Bérot (2 points) : 1 transformation.

### Match contre le pays de Galles
- Jean-Baptiste Lafond (6 points) : 2 pénalités
- Jean-Patrick Lescarboura (4 points) : 1 essai.